# Holstoft
Holstoft, Holstorp, Holtrup (dansk) eller Holzdorf (tysk) er en landsby og kommune beliggende mellem Kappel og Egernførde (Egernfjord) på halvøen Svans i det østlige Sydslesvig. Administrativt hører kommunen under Rendsborg-Egernførde Kreds i den tyske delstat Slesvig-Holsten. Kommunen samarbejder på administrativt plan med andre kommuner i omegnen i Slien-Østersø kommunefællesskab (Amt Schlei-Ostsee). I kirkelig henseende hører Holstoft under Siseby Sogn. Sognet lå i Risby Herred (Svans godsdistrikt, fra 1853 Egernførde Herred), da Slesvig var dansk indtil 1864.

## Geografi
Kommunen omfatter landsbyerne Holstoft (på dansk også Holstorp, Holtrup), Søholt (på tysk Seeholz) og Søby (tysk Söby), godset Måslev (Maasleben) og en række små bebyggelser såsom Blumental (svarende til Blomsterdal), Bommerlund, Bosby (Bösby), Bosbymark (Bösbyfeld), Budved (Budwedt), Felholt (Fellholz), Frueskov (Frueholt), Glasholt (Glasholz), Grønlund (Grünlund), Hønseland (Hühnerland) Krageryd (Krakery), Krat (Kratt), Kønsby (Könsbyfeld), Lerhus (Lehmhaus), Pommerbyskov (Pommerbyholz), Stenborn (Steinborn), Storskov (Großholz), Storemose, Tilsholt (Tilsholz), Tilsmose (Tilsmaas), Tingborn og Østermark (Osterfeld).
Godset Måslev er beliggende ved grænsen til nabokommunen Tumby. Krisbyåen (Bornbæk) udspringer i Søby Sø og munder efter 10,8 km ud i Slien ved Stubbe.

## Historie
Holstoft er første gang nævnt i 1352 som Hotoft. Forleddet er afledt af dansk hol (≈hul). Efterleddet -toft blev senere delvis til -trup. Søby blev første gang nævnt 1462 som Sobu. Navnet beskriver landsbyens beliggenhed ved Søby Sø. Søholt blev først grundlagt i 1700-tallet. Søby Sø danner det geografiske midtpunkt på halvøen Svans.
Den nuværende kommune blev dannet den 1. oktober 1928, efter at de hidtil selvstændige kommuner Holstoft / Holtrup og Søby blev lagt sammen.

## Billeder
- Storskov (Großholz) danner grænseskel mellem Vabs, Risby og Siseby sogne. Størstedelen hører under Holstoft Kommune (Siseby Sogn)
- Parti ved Måslev gods (Maasleben)
- Bosby (Bösby)
- Skiltning til Budved (Budwedt)